# محمد علیجانی
محمد علیجانی نمایندهٔ شهرستان‌های رودسر و املش در دوره دوازدهم مجلس شورای اسلامی است. وی با کسب ۱۸٬۵۸۷ رأی برگزیده شد.